# 葉顯揚

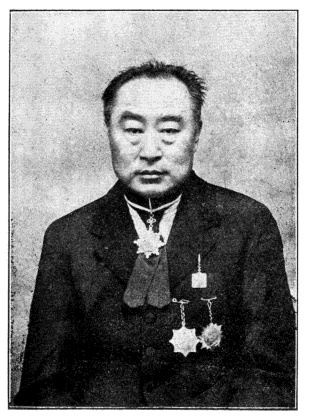
《民国之精华》中的葉顯揚照片

葉顯揚（1863年—？），汉族，内蒙古卓索图盟土默特左旗人，原籍安徽黟县。中华民国初年政治人物。

## 生平
叶显扬于1912年任北京临时参议院议员，国民党党员。1913年，叶显扬当选第一届国会众议院议员。